# Raka
A raka (arab, többes száma rakát) az ima (a szalát) alapegysége az iszlámban. A muszlimok napi öt kötelező imájának mindegyike különböző számú kötelező (fard) rakából áll:
- fadzsr – A hajnali ima: 2 raka
- zuhr – A déli ima: 4 raka
- aszr – A délutáni ima: 4 raka
- magrib – Ima napnyugtakor: 3 raka
- isá – Az éjszakai ima: 4 raka

A zuhr helyett pénteken mondott ima hossza 2 raka

## A raka részei
- Alláhu akbar (a takbír)
- Imanyitó fohászok[1]
- Fátiha szúra az összes rakában (A Korán első fejezete, a Fátiha hét verse)
- A Fatiha után egy másik szúra olvasása a Koránból (az első két rakában)
- rukú (Meghajlás)
- Felegyenesedés
- Allah dicsőítése a leborult szudzsúd (v. szadzsda) pozícióban
- Felülés a szadzsdából
- A második szadzsda
- A saháda mondása ülő pozícióban[2]
- taszlím (üdvözlés)[3]